# Joel Scott
Joel Scott –también escrito como Jo-el Scott– es un deportista estadounidense que compitió en boxeo. Ganó una medalla de bronce en el Campeonato Mundial de Boxeo Aficionado de 1993, en el peso superpesado.
En septiembre de 1993 disputó su primera pelea como profesional. En su carrera profesional tuvo en total 23 combates, con un registro de 21 victorias y 2 derrotas.

## Palmarés internacional
| Campeonato Mundial | Campeonato Mundial  | Campeonato Mundial | Campeonato Mundial |
| Año                | Lugar               | Medalla            | Categoría          |
| ------------------ | ------------------- | ------------------ | ------------------ |
| 1993               | Tampere (Finlandia) | Medalla de bronce  | +91 kg             |